# Кодекс 079
Кодекс 079 (Gregory-Aland), ε 16 (Soden) — унциальный манускрипт VI века на греческом языке, содержащий фрагменты текстов Евангелия от Луки 7,39-49; 24,10-19 на 2 пергаментных листах (31 x 25 см). Текст на листе расположен в две колонки, 23 строк в колонке. Палимпсест. Верхний текст палимпсеста содержит грузинский текст.

## Особенности рукописи
Греческий текст рукописи отражает смешанный тип текста, но доминирует византийский элемент. Рукопись отнесена к III категории Аланда.
Рукопись хранится в Российской национальной библиотеке (Suppl. Gr. 13, fol. 8-10) в Санкт-Петербурге.